# Ближня Полуб'янка
Ближня Полуб'янка (рос. Ближняя Полубянка) — село у Острогозькому районі Воронезької області Російської Федерації.
Населення становить 385  осіб. Входить до складу муніципального утворення Петренковське сільське поселення.

## Історія
Населений пункт розташований у межах суцільної української етнічної території, частини Східної Слобожанщини. До Перших визвольних змагань належав до Воронезької губернії.
Згідно із законом від 15 жовтня 2004 року входить до складу муніципального утворення Петренковське сільське поселення.

## Населення
| 2000 | 2005 | 2010 |
| ---- | ---- | ---- |
| 408  | ↘362 | ↗385 |